# Kelsi Worrell
Pour les articles homonymes, voir Worrell (homonymie).
Kelsi Worrell Dahlia est une nageuse américaine née le 15 juillet 1994 à Voorhees Township. Elle remporte la médaille d'or du relais 4 × 100 m 4 nages aux Jeux olympiques d'été de 2016 à Rio de Janeiro.
En octobre 2017, elle se marie avec Thomas Dahlia et en 2018 elle décide de concourir sous son nom marital.

## Palmarès

### Championnats du monde

#### Grand bassin
- Championnats du monde 2017 à Budapest :
  -  Médaille d'or du relais 4 × 100 m nage libre
  -  Médaille d'or du relais 4 × 100 m quatre nages
  -  Médaille d'or du relais 4 × 100 m nage libre mixte (participe uniquement aux séries)
  -  Médaille d'or du relais 4 × 100 m quatre nages mixte (participe uniquement aux séries)
- Championnats du monde 2019 à Gwangju :
  -  Médaille d'or du relais 4 × 100 m quatre nages
  -  Médaille d'argent du relais 4 × 100 m nage libre
  -  Médaille d'argent du relais 4 × 100 m quatre nages mixte (participe uniquement aux séries)